# António I av Kongo
António I av Kongo, död 1665, var kung av Kongo mellan 1661 och 1665.
Efter hans död utbröt en tronföljdskris i form av det kongolesiska inbördeskriget som splittrade riket; det enades inte förrän under Manuel II av Kongo cirka femtio år senare.